# Passione senza regole
Passione senza regole (Careful What You Wish For) è un film del 2015 diretto da Elizabeth Allen Rosenbaum ed interpretato da Nick Jonas, Isabel Lucas, Graham Rogers e Dermot Mulroney. Il film è stato distribuito il 10 giugno 2016 da Starz Digital. La trama è fortemente ispirata al film del 1981 Brivido caldo.

## Trama
Doug Martin è un adolescente che trascorre le sue vacanze estive con i suoi genitori in una casa a Lake Lure, piccola città turistica. Quella che per lui doveva essere una semplice vacanza tranquilla, prenderà una svolta inaspettata quando conoscerà i suoi vicini di casa, Elliot e la sua giovane e bellissima moglie Lena.
Elliot è un imprenditore di successo, è un uomo rabbioso e arrogante, sua moglie è tutt'altro che felice con lui, Doug avrà modo di trascorrere del tempo con loro dopo essersi assunto il dovere di occuparsi della manutenzione della barca di Elliot, rimanendo affascinato dalla bellezza di Lena, la quale non perde occasione per provocarlo, ad esempio facendosi la doccia nuda davanti a lui, e cercado il contatto fisico con il giovane ragazzo. Una sera, rimasta fuori casa con la porta chiusa, Lena viene aiutata da Doug il quale la fa entrare in casa sua rompendo il vetro di una finestra. Approfittando del fatto che sono soli, Lena riesce a sedurlo e i due passano una notte di passione.
Inizia così una relazione clandestina tra Doug e Lena, tentando di tenerla nascosta a Elliot, infatti se Doug da una parte è eccitato all'idea di stare con una donna come Lena, dall'altra è intimorito da Elliot, essendo un marito geloso e prepotente. Lena decide di chiedere il divorzio a Elliot, continuando a vedersi di nascosto con Doug, il quale rimane incuriosito dal tatuaggio di Lena, che ritrae un cuore a metà, infatti si tratta di un tatuaggio incompleto.
Doug entra in casa di Elliot e lo trova morto, Lena è nel panico infatti è stata lei a ucciderlo colpendolo con un estintore alla testa per difendersi dal marito, che a quanto pare in uno slancio di collera voleva aggredirla. Doug decide di aiutarla dato che Lena teme ritorsioni da parte della famiglia del suo defunto marito, e in maniera maldestra Doug dà fuoco al cadavere di Elliot nella sua stessa barca, cercando di farlo passare per un incidente.
Jack, lo sceriffo di Lake Lure, non tarda a indagare sulla morte di Elliot, ricevendo l'aiuto di Angie Alvarez, perito assicurativo venuto da fuori città, data l'importanza della cosa visto che la vedova potrà intascare il premio della polizza sulla vita di Elliot, che ammonta a 10.000.000 di dollari. Lena racconta una menzogna, ovvero che da tempo era perseguitata da un maniaco che voleva molestarla e che le aveva rubato degli indumenti, le prove indicano Doug come il presunto molestatore, dato che è stato rinvenuto il suo sangue nella finestra della casa di Elliot (la sera in cui Lena era rimasta chiusa fuori casa) oltre ai vestiti di Lena ritrovati nella camera da letto di Doug. Angie con delle allusioni, cerca di fargli capire che Lena aveva organizzato tutto solo per uccidere Elliot e riscuotere il denaro della polizza, e che ha volutamente seminato delle prove contro Doug per far ricadere la colpa su di lui.
Per dimostrare la sua innocenza, Doug deve poter provare che la sua relazione con Lena era consensuale, la sua unica possibilità è il giardiniere di Elliot che li aveva visti insieme, ma purtroppo viene ritrovato morto, a quanto pare è stato ucciso. Doug va alla rimessa dove lui e Lena avevano nascosto i cellulari prepagati che usavano per comunicare quando si vedevano di nascosto, lì ci sono le prove che erano amanti, ma purtroppo trova solo Lena, che lo ha battuto sul tempo prendendo lei i cellulari, simulando poi un'aggressione, e infatti quando arriva Jack quest'ultimo si vede costretto ad arrestare Doug.
Angie decide di accordare il bonifico a Lena, quindi la porta nel motel dove alloggia, ma Jack, avendo fiducia nell'innocenza di Doug, lo lascia libero, così Doug si precipita al motel, raggiungendo Lena e Angie, trovando il cellulare prepagato, mostrandolo a Angie dandole la prova che lui e Lena erano amanti. Angie riesce però a ingannare Doug ammanettandolo, poi lei e Lena fuggono via, Doug nota che Angie ha un tatuaggio identico a quello di Lena, infatti è l'altra metà del tatuaggio: Angie e Lena sono amanti, avevano ordito il piano fin dall'inizio per ottenere il denaro sull'assicurazione. Comunque Lena, prima di scappare, lascia a Doug il cellulare prepagato, in modo tale che possa provare la sua innocenza.
Dopo un po' di tempo Doug, che ha trascorso un breve periodo in prigione, viene rilasciato e prosciolto da tutte le accuse, inoltre realizza che l'esperienza vissuta lo condizionerà per sempre, e nonostante tutti gli inganni di Lena, probabilmente non rimpiange l'amore sincero che provava per lei e i giorni di passione che hanno trascorso insieme.

## Produzione
Inizialmente Jake Nava doveva dirigere il film per la Troika Pictures e le riprese sarebbero dovuto iniziare a luglio 2010.
Nel settembre 2012, è stato annunciato che Isabel Lucas si era unita al cast del film, con Elizabeth Allen che avrebbe diretto il film da una sceneggiatura di Chris Frisina e con la Hyde Park-Image Nation, la Troika Pictures e la Merced Media Partners come case di produzione. Nel gennaio 2013 si è tenuto un casting per il film. Nel marzo 2013, è stato annunciato che Nick Jonas si era unito al cast del film, interpretando un giovane che inizia una relazione con la moglie di un banchiere. Nello stesso mese, è stato annunciato che Dermot Mulroney si era unito al cast del film, interpretando il banchiere sposato con Lena. Nell'aprile 2013, è stato annunciato che Graham Rogers si era unito al cast del film, nel ruolo del migliore amico di Doug. Nello stesso mese, è stato anche annunciato che Paul Sorvino era stato scelto per il film, per il ruolo di uno sceriffo.

## Riprese
La produzione del film è iniziata il 22 aprile 2013 in Carolina del Nord, e si è conclusa a maggio 2013. Il film è stato parzialmente finanziato da $ 1.193.150 (circa il 25% dei costi del film) in crediti d'imposta sulla produzione cinematografica assegnati dal Dipartimento delle entrate dello Stato della Carolina del Nord.

## Accoglienza

### Critica
Su Rotten Tomatoes, il film ha un indice di gradimento del 17% basato su 24 recensioni. Il consenso critico del sito recita "Il pubblico desideroso di un aggiornamento moderno sulla formula del thriller erotico sarà gravemente deluso da questa turgida incarnazione, zoppicante da complotti stantii e una curiosa mancanza di sensualità."